# Philip Hershkovitz
Philip Hershkovitz (Pittsburgh, 12 ottobre 1909 – Chicago, 15 febbraio 1997) è stato un biologo statunitense.
Nato a Pittsburgh, frequentò le università di Pittsburgh e del Michigan laureandosi in Biologia e visse a lungo in Sudamerica collezionando esemplari di mammiferi là presenti. Nel 1947, venne nominato curatore del Museo Field di Storia Naturale di Chicago, dove continuò a lavorare fino alla morte. Pubblicò molti studi sui mammiferi dei neotropici, soprattutto su primati e roditori, e descrisse quasi 70 nuove specie e sottospecie di mammiferi.
A lui sono state dedicate almeno una dozzina di specie tra cui:
- la scimmia Aotus hershkovitzi Ramírez-Cerqueira, 1983
- la donnola colombiana Mustela felipei Izor and de la Torre, 1978
- il roditore Heteromys anomalus hershkovitzi Hernandez-Camacho, 1956
- il roditore Abrothrix hershkovitzi (Patterson et al., 1984)
- l'uccello Tinamus osgoodi hershkovitzi Blake, 1953
- l'acaro Saimirioptes hershkovitzi O'Connor, 1987